# AlphaTauri AT02
L'AlphaTauri AT02 è una monoposto di Formula 1 costruita dalla Scuderia AlphaTauri per disputare il campionato mondiale di Formula 1 2021. La vettura è stata presentata il 19 febbraio 2021 ed è una stretta evoluzione della precedente AT01, essendo basata sullo stesso telaio e condividendone molti componenti non modificabili per regolamento.

## Livrea
La livrea della AT02 differisce rispetto a quella della precedente AT01: pur mantenendone il bianco e il blu scuro, il blu diventa di una tonalità più chiara e prevale su tutta la parte superiore della monoposto e anche sul muso e sull'alettone, mentre il bianco adesso dipinge anche i bargeboard laterali. Inedito è anche il logo del motorista Honda presente non più solo sulle pance laterali, ma anche sull'ala posteriore, sia anteriormente che posteriormente.
Per il Gran Premio di Turchia le due AT02 presentano sull'ala posteriore, al posto dell'usuale logo della Honda, la scritta «ありがとう», che in lingua giapponese significa "grazie". Questa parziale variazione della livrea è volta a celebrare il termine della collaborazione tecnica tra la scuderia italiana e il motorista giapponese, il quale alla fine della stagione abbandonerà il circus.
Per il Gran Premio degli Stati Uniti d'America i loghi del motorista Honda presenti sull’ala vengono sostituiti con i loghi di Acura, marchio utilizzato dalla Honda nel mercato nordamericano.

## Caratteristiche
La monoposto, presentata il 19 febbraio 2021, è la seconda ad adottare il cambio di denominazione della scuderia faentina. La vettura è l'ultima della scuderia italiana ad essere dotata del motore Honda, in seguito all'abbandono della casa giapponese della sua fornitura. La monoposto porta al debutto il nuovo motore RA621H che sarebbe dovuto debuttare nel 2022, che presenta una maggiore potenza ed è stato progettato appositamente per avere minori ingombri, concentrandosi maggiormente sull'ICE, turbina e sistema ERS, con l'intento di incrementare e aumentare l'affidabilità, tallone d'Achille del motore della scorsa stagione; i minori volumi dell'inedita power unit hanno fatto sì che la parte centrale della vettura soprattutto in concomitanza delle pance nella parte inferiore fosse totalmente ridisegnata e rastremata verso il centro, per migliorare il flusso aerodinamico delle fiancate e renderlo più efficiente e incrementando la fuoriuscita dell'aria calda dai radiatori. Nuovo è tutto l'asse anteriore, con un nuovo muso, ala, sospensione e sterzo. Particolarità sono la presenza di deflettori d'aria a lamelle tra le ruote anteriori e le prese d'aria dei radiatori. La sospensione posteriore invece rimane invariata da quella della vettura precedente. Riprogettato è anche il muso, zona dove l'AlphaTauri ha investito i gettoni che le hanno permesso di modificare una componente della vettura (oltre l'aerodinamica e le sospensioni), ora più stretto.

## Carriera agonistica

### Stagione
La vettura conferma la competitività delle stagioni precedenti e si piazza stabilmente in zona punti, cogliendo anche un podio — per il terzo anno di fila — con il terzo posto di Gasly a Baku; ottima è anche la resa al sabato, con costanti piazzamenti in qualifica tra la quarta e la sesta piazzola sulla griglia, con l'apice della prima fila di Losail colta anche stavolta da Gasly.
Proprio le prestazioni del francese contribuiscono in larga parte alla positiva stagione del team faentino, che ottiene il proprio record di punti (142) e il sesto posto finale tra i costruttori. A livello prettamente velocistico la AT02 si dimostra non molto distante persino dalle più quotate Ferrari e McLaren, ma l'inesperienza della seconda guida, l'esordiente giapponese Tsunoda, fa sì che a fine campionato l'AlphaTauri, di fatto "quinta forza" per i valori mostrati in pista, venga superata in graduatoria anche dall'Alpine della più solida coppia Alonso-Ocon.

## Piloti
| Piloti ufficiali      | Piloti ufficiali | Piloti ufficiali |
| Nazione               | Nome             | Numero           |
| --------------------- | ---------------- | ---------------- |
| Giappone (bandiera)   | Yūki Tsunoda     | 22               |
| Francia (bandiera)    | Pierre Gasly     | 10               |
| Pilota di riserva     |                  |                  |
| Nazione               | Nome             | Numero           |
| Thailandia (bandiera) | Alexander Albon  | 23               |

## Risultati in Formula 1
| Anno | Team                | Motore | Gomme | Piloti  |     |    |    |     |    |   |    |     |    |    |   |    |     |     |    |    |     |     |    |    |    |   | Punti | Pos. |
| ---- | ------------------- | ------ | ----- | ------- | --- | -- | -- | --- | -- | - | -- | --- | -- | -- | - | -- | --- | --- | -- | -- | --- | --- | -- | -- | -- | - | ----- | ---- |
| 2021 | Scuderia AlphaTauri | Honda  | P     | Tsunoda | 9   | 12 | 15 | Rit | 16 | 7 | 13 | 10  | 12 | 10 | 6 | 15 | Rit | NP  | 17 | 14 | 9   | Rit | 15 | 13 | 14 | 4 | 142   | 6º   |
| 2021 | Scuderia AlphaTauri | Honda  | P     | Gasly   | 17* | 7  | 10 | 10  | 6  | 3 | 7  | Rit | 9  | 11 | 5 | 6  | 4   | Rit | 13 | 6  | Rit | 4   | 7  | 11 | 6  | 5 | 142   | 6º   |

| Legenda | 1º posto     | 2º posto | 3º posto    | A punti         | Senza punti/Non class.  | Grassetto – Pole position Corsivo – Giro più veloce Apice – Risultato Qualifica Sprint (A punti) |
| Legenda | Squalificato | Ritirato | Non partito | Non qualificato | Solo prove/Terzo pilota | Grassetto – Pole position Corsivo – Giro più veloce Apice – Risultato Qualifica Sprint (A punti) |

* – Indica il pilota ritirato ma ugualmente classificato avendo coperto, come previsto dal regolamento, almeno il 90% della distanza di gara.
- Nel Gran Premio del Belgio non è stato coperto il 75% della distanza prevista, quindi i punti assegnati sono la metà di quelli previsti per la distanza completa; i giri più veloci non sono stati riconosciuti nella classifica finale del Gran Premio.[9]